# Gamboru
Gamboru ou Gambaru, aussi appelée Gamboru Ngala est une ville située au Nord-Est du Nigéria à proximité immédiate de la frontière avec le Cameroun. Gamboru comprend un important marché aux bestiaux, c'est le chef-lieu de Ngala, l'une des zones de gouvernement local de l'État de Borno.

## Histoire
Peuplée de 85 000 habitants, la ville est ravagée en 2014 pendant la rébellion djihadiste au Nigeria.
Le 5 mai 2014, la ville est attaquée par Boko Haram qui massacre plus de 300 habitants.
Le 25 août 2014, Boko Haram attaque une nouvelle fois la ville et s'en empare après avoir mis en fuite la garnison nigériane. Les habitants sont chassés ou tués et se réfugient massivement à Fotokol au Cameroun,,.
Le 3 février 2015, l'armée tchadienne prend la ville à Boko Haram.
Le 6 janvier 2020, 38 personnes sont tuées et 35 autres blessées dans l'explosion d'une bombe sur un pont bondé reliant Gamboru à Fotokol de l'autre côté de la frontière nigéro-camerounaise,.